# المعصرة (حبيش)

تعديل مصدري - تعديل

المعصرة محلة تابعة لقرية موثان، التابعة لعزلة بني شبيب بمديرية حبيش إحدى مديريات محافظة إب في الجمهورية اليمنية، بلغ تعداد سكانها 100 حسب تعداد اليمن لعام 2004.